# عاصفة أوراق
عاصفة أوراق هي الترجمة الشائعة للراوية القصيرة؛ الأوراق الذابلة، للروائي غابرييل غارثيا ماركيث. نُشرت في البداية في عام 1955، واستغرق الأمر سبع سنوات للعثور على ناشر لها. تعتبر عاصفة أوراق، التي يُحتفل بها على نطاق واسع باعتبارها أول ظهور لماكوندو، والقرية الوهمية التي اشتهرت لاحقًا في مئة عام من العزلة، ساحة اختبار للعديد من المواضيع والشخصيات التي خُلدت لاحقًا في هذا الكتاب. تعد أيضًا العنوان لمجموعة قصصية قصيرة من عمل غارسيا ماركيز.
تتضمن القصص الأخرى التي جُمعت في الترجمة الإنجليزية؛ «أجمل غريق في العالم»، و«رجل عجوز بجناحين عظيمين»، و«بلاكامان الطيب بائع المعجزات»، و«الرحلة الأخيرة لسفينة الأشباح»، و«مونولوج إيزابيل وهي تشاهد هطول الأمطار في ماكوندو»، و«نابو، الزنجي الذي جعل الملائكة تنتظر». ظهرت عدة من هذه القصص القصيرة في أماكن أخرى وضعها في هذا التجميع. ظهرت «أجمل غريق في العالم» لأول مرة في مجلة بلاي بوي في عام 1971. كان أول ظهور لـ «رجل عجوز بجناحين عظيمين» في مجلة نيو أمريكان ريفيو، ونُشرت «بلاكامان الطيب بائع المعجزات» أول مرة في مجلة إسكوير.
ينتقل سرد رواية عاصفة أوراق بين مناظير ثلاثة أجيال من عائلة واحدة، إذ تجد الشخصيات الثلاث (الأب، الابنة والحفيد على التوالي) نفسها في حالة من الحيرة الروحية بعد وفاة رجل مكروه بشكل عاطفي من قبل القرية بأكملها، ولكنه على صلة وثيقة ببطريرك العائلة.

## مقدمة الحبكة
تجري الرواية في ماكوندو، وهي المدينة الخيالية التي تكون الموقع المستقبلي لقصص ماركيز. في هذه المرحلة وفي هذا الوقت في بلدة ماكوندو الصغيرة، تهبط شركة الموز مع العديد من الأشخاص الجدد للعمل. يُشار إلى القادمين الجدد بـ «الأوراق الذابلة»، وبناءً عليه يكون عنوان الكتاب. غير أن الرواية تدور حول عقيد وابنته إيزابيل وحفيده ودفن طبيب تحتقره القرية. تركز أحداث القصة على الطبيب.

## ملخص الحبكة
يقطع الأب وعدًا، وهو رجل مسن، نصف أعمى، ويحمل لقب العقيد في القرية، بدفن الطبيب السابق المتوفى مؤخرًا على الرغم من الإجماع داخل ماكوندو على وجوب تركه يتعفن داخل المنزل عند الزاوية حيث كان يعيش في عزلة اجتماعية كاملة طوال العقد الماضي. يتعين على الابنة، إيزابيل، مرافقة والدها احترامًا للقيم التقليدية بينما تدرك أنها وابنها سيُحكم عليهما بمواجهة غضب جيرانها في ماكوندو. من ناحية أخرى، يكون السرد المتعلق بالحفيد أكثر انشغالًا بغموض وأعجوبة الوفاة.
كما هو الحال مع العديد من قصصه، مثل الحب في زمن الكوليرا ووقائع موت معلن، يقدم غارسيا ماركيز مشهدًا دراميًا ليبدأ سرده ثم يرجع إلى الوراء، مسترجعًا الماضي الذي سيؤدي إلى الاستنتاج النهائي. اكتُشف في الرواية أن مركز كل الصراع (المتوفى) هو طبيب أتى إلى ماكوندو بماض غامض وليس له اسم واضح. تكون نعمة النجاة الوحيدة للرجل؛ رسالة توصية من الكولونيل أوريليانو بوينديا، أحد الشخصيات الرئيسية في مئة عام من العزلة اللاحقة. تقود هذه الرسالة الشخص الغريب إلى العائلة التي تعمل بصورة جماعية لتروي الدراما المتطورة.